# Barrowiella butleri
Barrowiella butleri là một loài côn trùng trong họ Berothidae thuộc bộ Neuroptera. Loài này được Smithers miêu tả năm 1984.